# Vojko Strahovnik
Vojko Strahovnik, slovenski filozof in zgodovinar, * 1978, Slovenj Gradec.
Študiral je dvopredmetni študij filozofije in zgodovine na Filozofski fakulteti v Ljubljani. Leta 2003 je diplomiral iz filozofije (Moralni partikularizem; mentor Matjaž Potrč) in zgodovine (Problem pripovedi v zgodovinopisju; mentorica Marta Verginella). Trenutno je redni profesor za filozofijo na Filozofski fakulteti ter predstojnik Oddelka za filozofijo. Področja njegovega zanimanja so: analitična filozofija, moralna teorija, spoznavna teorija, praktična etika, filozofija zgodovine, ontologija in teorija zgodovinopisja. Je tudi vodja Centra za na človeka osrediščeno umetno inteligenco ter etiko novih tehnologij.

## Izbrana bibliografija

### Knjige
- Global Ethics. Perspectives on Global Justice (Berlin, LIT Verlag, 2019)
- Moralna teorija. O naravi moralnosti (Aristej, Maribor 2016)/prevod v hrvaščino: Moralna teorija. O prirodi moralnosti (Naklada Lara, Zagreb, 2018)
- Moralne sodbe, intuicija in moralna načela (IPAK, Velenje 2009)
- Challenging Moral Particularism (ured.; Routledge 2008)
- Practical Contexts (Ontos-Verlag, Frankfurt 2004, 180 str., ISBN 3-937202-61-7)

### Članki
- Intuicionizem, moralni konflikt in pluralizem dolžnosti, Analiza 4/2005, str. 106-29.
- Uletova kritika Horganove teorije resnice kot posredne korespondence, Analiza 1-2/2005, str. 122-34.
- Meinongian Scorekeeping, Meinong Studien (Alexious-Meinong Institut, Graz; Alfred Schramm (ed.), 2005), Vol. 1. Band 1. str. 309-30.
- The Riddle of Aesthetic Principles, Acta Analytica 33 (2004), str. 189-208.
- Rawls o dveh pojmovanjih moralnih načel in njegova kritika intuicionizma, Časopis za kritiko znanosti, štev. 217-218 (2004), str. 436-47.
- Justication and Context v: Winfried Löffler / Paul Weingartner (eds.), Knowledge and Belief - Wissen und Glauben. Proceedings of the 26th International Wittgenstein-Symposium 2003, Kirchberg/W. (Austria). Vienna: 2004, str. 208-16.
- Uvod v vrlinsko epistemologijo, Analiza  3/2004, str. 101-118.
- Metaphysics: Ultimate and Regional Ontology, Informacion Filosofica, I/2004, 1, str. 21-45.
- Oris moralnega partikularizma, Analiza  3/2003, str. 33-55.